# Нурабад (Ташкентська область)
Нурабад (узб. Нуробод, Nurobod) —  селище міського типу у Ташкентській області Узбекистану.

## Географія
Нурабад розташований за 12 км на схід від Ахангарана вздовж траси А373. Адміністративно підпорядкований Ангрену. Селище виникло наприкінці 1970-х років під час будівництва ДРЕС. Містоутворююче підприємство — Ново-Ангренська ТЕС.